# Kseries
Kseries（Kシリーズ）とは、JVCケンウッド（旧・ケンウッド）がKENWOODブランドで、2004年から現在まで販売しているプレミアム系ミニコンポ（ハイコンポ）のシリーズ名である。
前身となる、1993年から販売されていた「K's（ケイズ）」シリーズについても便宜上この項目で記載する。

## 概要
ケンウッドが長年培ってきたHi-Fi技術を生かした高音質を特徴とするプレミアムミニコンポとして、2004年11月に発売された。現在はケンウッドのホームオーディオ製品の基幹モデルとなっている。カタログでは"Acoustic Sound System"とも表記されている。以前のモデルには、設置環境が理想的でない場合においても、付属のマイクによる測定結果をもとに音場を改善する「AUTO ROOM EQ」という自動音場補正機能が搭載されていた。
2006年以降の製品では、CDや圧縮音源の再生時における高域補間技術として「Supreme EX」という機能が搭載されている。
さらに、2013年以降の一部機種には旧・日本ビクターがビクタースタジオと共同開発した高音質技術「K2 TECHNOLOGY(ケーツーテクノロジー)」を搭載したコンポも登場している。
「Kシリーズ」のブランド名は、1970年代にトリオ時代に販売していたコンポーネントステレオのシリーズ名として使用されていた経緯がある。

## 現行製品
- XK-330（CD/FM/AMチューナーレシーバー）

2016年9月発売
FM/AMチューナー部はワイドFMに対応
Bluetooth (NFC) 搭載
USBフラッシュメモリに書き込まれたハイレゾ音源（WAV、またはFLAC。最大96kHz/24bit）の再生に対応
CDレシーバーとハイレゾ高帯域対応スピーカーシステムのセット販売
ゴールドとブラックの2色展開
- K-515（CD/FM/AMチューナーレシーバー）

2018年10月発売
後述するK-505の後継モデル
FM/AMチューナー部はワイドFMに対応
iPod、iPhone（iPhone 6以前の製品対応）
Bluetooth (NFC) 搭載
USBフラッシュメモリに書き込まれたハイレゾ音源（WAV、またはFLAC。最大192kHz/24bit）の再生に対応
USB録音対応（CD、ラジオ、AUXからUSBフラッシュメモリへ)
CDレシーバーとハイレゾ高帯域対応スピーカーシステムのセット販売
ゴールドとシルバーの2色展開

## 生産完了品
- Kseries Esule（Kシリーズ エシュール）
  - R-K1（CDレシーバー）
  - LS-K1（3wayスピーカーシステム）

2006年10月発売。Kseriesの最高級モデルであり、これをベースとした限定モデルも存在した。（後述）
- K-521（スピーカーシステム・CDレシーバーのセット。iPod対応）
- U-K525（スピーカーシステム・CDレシーバー一体型システム。iPhone/iPod対応）
- U-K323（スピーカーシステム・CDレシーバー一体型システム）

K-521は2009年11月に、U-K323は2009年3月に発売。
- K1000シリーズ
  - R-K1000（レシーバー）
  - DP-K1000（CDプレーヤー）
  - LS-K1000（2wayスピーカーシステム）

2007年11月発売。Kseriesの中で唯一、レシーバーとCDプレーヤーが単体で販売されていた。
- K711シリーズ
  - R-K711（CDレシーバー）
  - LS-K711（2wayスピーカーシステム）

2007年9月発売。K800シリーズの後継モデル。
- LS-K703（2wayスピーカーシステム）
- K800シリーズ
  - R-K801（CDレシーバー）
  - LS-K800（2wayスピーカーシステム）

K700シリーズの上位モデル。2005年10月発売。
- K700シリーズ:Kseriesの初代モデル。
  - R-K700（CD/MDレシーバー）
  - LS-K701（2wayスピーカーシステム）
  - LS-K707（2wayスピーカーシステム）
- K500シリーズ
- K-521

2009年11月発売
iPod、iPhone（iPhone 4以前の製品に対応するDOCKを天盤に装備）
USB録音対応（CD、ラジオ、AUXからUSBフラッシュメモリへ）
ブラックとシルバーの２色展開
CDレシーバーとスピーカーシステムのセット販売
- K-531

2012年9月発売
iPod、iPhone（iPhone 4S以前の製品に対応するDOCKを天盤に装備）
Kseries初のBluetooth対応でiPhoneやAndroid各種スマートフォンからも音楽再生が可能になった
USB録音対応（CD、ラジオ、AUXからUSBフラッシュメモリへ）
ブラックとシルバーの２色展開
CDレシーバーとスピーカーシステムのセット販売だが、インターネット直販限定でCDレシーバー部が単体販売されていた。
- A-K905NT（ネットワークアンプ）

2013年10月発売
iPod、iPhone（iPhone 6以前の製品対応）
ハイレゾ音源対応
DLNAやradikoに対応したアンプ
K2TECHNOLOGY搭載
- A-K805（CD/FM/AMチューナーレシーバー）

2013年10月発売
iPod、iPhone（iPhone 6以前の製品対応）
K2TECHNOLOGY搭載
- LS-K901（2Wayスピーカーシステム）

2013年10月発売
ハイレゾ広帯域音源対応
- K-735（CD/FM/AMチューナーレシーバー）

2013年10月発売
iPod、iPhone（iPhone 6以前の製品対応）
前面にiPod、iPhone、USBフラッシュメモリ対応USB端子、背面にPC対応USB端子
ゴールドカラーのCDレシーバーと、NEW2Wayスピーカーとのセット販売
Supreme EX搭載
- R-K731（CD/FM/AMチューナーレシーバー）

2011年12月発売
iPod、iPhone（iPhone 6以前の製品対応）
前面にiPod、iPhone、USBフラッシュメモリ対応USB端子、背面にPC対応USB端子
Supreme EX搭載
ブラックとシルバーの２色展開
- LS-K731（2wayスピーカーシステム）

2011年12月発売
木目とブラックの２色展開
- K-505（CD/FM/AMチューナーコンポ）

2014年9月発売
iPod、iPhone（iPhone 6以前の製品対応）
(500シリーズ初の前面のUSB端子でのiPhoneの充電/再生が可能に)
Bluetooth (NFC) 搭載
USB録音対応（CD、ラジオ、AUXからUSBフラッシュメモリへ)
CDレシーバーとハイレゾ高帯域対応スピーカーシステムのセット販売
ゴールドとシルバーの2色展開
- オプション
  - SR-K800（スピーカースタンド）
  - SW-508ES-ML（アクティブ･サブウーファー）
  - KH-K1000（ヘッドホン）

## 限定モデル
- ハイコンポ15周年限定モデル
  - Kseries Silver Limited（CDレシーバー、2wayスピーカーシステムのセット）
- TRIOモデル
  - K-TR60（CDレシーバー、3wayスピーカーシステムのセット）

創立60周年記念モデル。Kseries Esule（R-K1・LS-K1）をベースに、ケンウッドの旧社名であった「トリオ」をこのセット限定で復活させた。
- コンパクトHi-Fiシステム
  - U-K323LT（U-K323の突板仕上げバージョン）
  - U-K525LT（U-K525の突板仕上げバージョン）
- 欧州カラーモデル
  - K-521-SB（K-521の別カラーバージョン）
- コラボレーションモデル
  - JK-RB21/RS11（R-K531に、JVCのウッドコーンスピーカーをセットにしたモデル）

## K's
K's（ケイズ）は、現在のKseriesの前身となったミニコンポのシリーズ名。同社のROXYやALLORAとは異なる高級モデルとして開発され、1993年から販売されていた。
- 初代モデル
  - A-1001（プリメインアンプ）
  - DP-1001（CDプレーヤー）
  - T-1001（FM/AMチューナー）
  - X-1001（カセットデッキ）
  - DM-1001（MDデッキ）
  - LS-1001（2Wayスピーカーシステム　"LS-300G" の型番で単体発売もされた）
  - GE-1001（グラフィックイコライザー）

- 第二世代モデル
  - KAF-7002/5002（プリメインアンプ）
  - DPF-7002/5002（CDプレーヤー）
  - KTF-5002（FM/AMチューナー）
  - KXF-5002（カセットデッキ）
  - DMF-7002（MDデッキ　のちに録音レベルの設定を可能にした "DMF-7002S" 、MDメカ部と電源部が改善された "DMF-7003" が追加で単品販売される）
  - LSF-777（2Wayスピーカーシステム）
  - LSF-555（2Wayスピーカーシステム）
  - LSF-333（2Wayスピーカーシステム）

- K's Esule（ケイズ・エシュール）
  - K270（CDレシーバー）
  - S270（2Wayスピーカーシステム）